# 計算可能ドキュメント形式
計算可能ドキュメント形式（けいさんかのうドキュメントけいしき、Computable Document Format、略称CDF）は、ウルフラム・リサーチが開発した電子ドキュメント形式で、ダイナミックに生成されるインタラクティブコンテンツが簡単にオーサリングできるように設計されている。

## 特徴
CDFはスライダー、メニュー、ボタンなどのGUI要素をサポートしている。コンテンツは、ユーザとGUIのインタラクションに応じて、埋め込まれた計算式を使って更新される。コンテンツには、書式付きテキスト、表、画像、サウンド、アニメーションが使用できる。CDFはMathematicaのタイプセット式と技術的表記をサポートしている。ページ番号付きレイアウト、構造化されたドリルダウンレイアウト、スライドショーモードもサポートされている。書式スタイルはCSSを使って設定できる。

## 閲覧
CDFファイルはWolfram Researchのウェブサイトから無料でダウンロードできるCDF Playerを使って閲覧することができる。CDF PlayerにはMathematicaのランタイムライブラリがすべて含まれているため、PDFなどの静的なドキュメント形式や、Adobe Flashなどのように前もって作成されたインタラクティブコンテンツ形式とは異なり、CDFではMathematicaで記述できるほぼすべてのアルゴリズムや可視化を使って、ユーザのインタラクションに応じてドキュメントのコンテンツが生成できる。そのため、CDFは科学、工学などの技術コンテンツやデジタル教科書に特に適している。
CDFはMicrosoft Windows、Macintosh、Linux上で閲覧可能であるが、電子ブックやタブレットにはまだ対応していない。また、Internet Explorer、Mozilla Firefox、Google Chrome、Opera、SafariではHTMLページにインラインで埋め込まれたCDFコンテンツをプラグインモードで閲覧することができる。

## オーサリング
CDFファイルはMathematicaを使って作成できる。オンラインのオーサリングツールもリリース予定。

## 使用例
CDFはPearson Education社の電子書籍、およびWolframデモンストレーションプロジェクトのコンテンツに使われている。また、クライアント側のインタラクティブ機能をWolfram Alphaに加えるためにも使われている。